# Adenophaedra grandifolia
Adenophaedra grandifolia är en törelväxtart som först beskrevs av Johann Friedrich Klotzsch, och fick sitt nu gällande namn av Johannes Müller Argoviensis. Adenophaedra grandifolia ingår i släktet Adenophaedra och familjen törelväxter. Inga underarter finns listade i Catalogue of Life.